# NGC 5235
NGC 5235 ist eine 14,0 mag helle Balken-Spiralgalaxie vom Hubble-Typ SBbc im Sternbild Jungfrau auf der Ekliptik. Sie ist schätzungsweise 293 Millionen Lichtjahre von der Milchstraße entfernt und hat einen Durchmesser von etwa 105.000 Lichtjahren.

Im selben Himmelsareal befinden sich u. a. die Galaxien NGC 5210, NGC 5224, NGC 5239.
Das Objekt wurde am 13. April 1784 von Wilhelm Herschel mit einem 18,7-Zoll-Spiegelteleskop entdeckt, der sie dabei mit „eF, E“ beschrieb.